# Roger Martínez Santamaría
Roger Martínez Santamaría (Badalona, 5 de abril de 2004) es un futbolista español que juega como centrocampista en el F. C. Barcelona Atlètic de la Segunda Federación.

## Trayectoria
Nacido en Badalona, se formó en la U. E. Cornellà  y F. C. Barcelona antes de unirse al fútbol base del R. C. D. Espanyol en 2016. Debutó con el filial el 15 de noviembre de 2020 tras entrar como suplente de Iván Gil en los minutos finales de una derrota por 1-3 frente al Lleida Esportiu en la antigua Segunda División B. Su primer gol llegó el 16 de abril de 2022 en la victoria por 2-1 frente al Terrasa F. C.
Logró debutar con el primer equipo el 3 de enero de 2023 al partir como titular en una victoria por 3-1 frente al Celta de Vigo en la Copa del Rey. Su debut en liga llegó cuatro días después, entrando como sustituto de Brian Oliván en los minutos finales de un empate por 2-2 frente al Girona F. C. en la Primera División de España.
En la temporada 2024-25 jugó cedido en el C. D. Lugo y en julio de 2025, tras haber quedado libre, regresó al F. C. Barcelona para jugar en su filial hasta junio de 2027.

## Clubes
Actualizado al último partido disputado en mayo de 2025.
| Club                    | País   | Año       | Partidos | Goles |
| ----------------------- | ------ | --------- | -------- | ----- |
| R. C. D. Espanyol "B"   | España | 2020-2025 | 89       | 7     |
| R. C. D. Espanyol       | España | 2023-2024 | 4        | 0     |
| C. D. Lugo (cedido)     | España | 2024-2025 | 35       | 1     |
| F. C. Barcelona Atlètic | España | 2025-     |          |       |